# The Paper (série télévisée, 2025)
The Office
The Paper est une série télévisée américaine créée par Greg Daniels et Michael Koman (en),  dont la diffusion est prévue en septembre 2025 sur Peacock.
L'intrigue fait suite à la série télévisée américaine The Office, diffusée à l'origine sur NBC de 2005 à 2013, dans le style mockumentaire.

## Synopsis
À Toledo, The Truth Teller, un journal local en difficulté financière, est au cœur d'un nouveau projet documentaire. L'équipe, autrefois à l'œuvre chez Dunder Mifflin, suit Ned Sampson, nouveau rédacteur en chef, et ses reporters bénévoles, novices en journalisme, dans leurs efforts pour relancer le journal.

## Distribution

### Acteurs principaux
- Domhnall Gleeson
- Sabrina Impacciatore
- Melvin Gregg
- Chelsea Frei
- Ramona Young
- Gbemisola Ikumelo
- Alex Edelman
- Tim Key
- Eric Rahill

### Acteurs secondaires
- Duane Shepard Sr.
- Allan Havey
- Nate Jackson
- Mo Welch
- Nancy Lenehan
- Molly Ephraim
- Tracy Letts
- Oscar Nuñez : Oscar Martinez

## Production

### Développement
En janvier 2024, il est annoncé que Greg Daniels, le créateur de la série comique américaine The Office, développe une suite à travers une série dérivée. Bien qu'elle se déroule dans un nouveau bureau avec de nouveaux personnages, elle se situe dans le même univers fictif que la série originale. En mars 2024, il est révélé que cette série comique en format mockumentary est co-créée par Greg Daniels et Michael Koman (en).
En mai 2024, la plateforme Peacock commande la série. Tout d'abord annoncée sous le nom The Truth Teller, elle raconte l’histoire d’un journal historique en déclin de Toledo (Ohio) et de son éditeur qui tente de relancer l'affaire grâce à l'aide de journalistes bénévoles. En juin 2024, le titre de la série est révélé : The Paper. La production de la série commence en juillet 2024,.
La série est produite par Greg Daniels, Michael Koman (en), Ricky Gervais, Stephen Merchant, Howard Klein (en) et Ben Silverman (en). Les sociétés de production impliquées sont Universal Television.